# Marcel Josz
Marcel Josz est un acteur belge de  théâtre et de cinéma, né à Molenbeek-Saint-Jean le 9 mai 1899,  et décédé à Bruxelles-ville le 23 septembre 1984.

## Filmographie
- 1944 : Symphonie paysanne (narrateur) de Henri Storck
- 1945 : Forçats d'honneur de Georges Lust et Emile-Georges De Meyst
- 1945 : Baraque n° 1 d’Emile-Georges De Meyst
- 1945 : Adversaires invisibles de Jean Gatti
- 1946 : Thanasse et Casimir de René Picolo
- 1947 : Le Cocu magnifique d’Emile-Georges De Meyst
- 1947 : Les Atouts de Monsieur Wens d’Emile-Georges De Meyst
- 1947 : En êtes-vous bien sûr? de Jacques Houssin
- 1949 : On ne triche pas avec la vie de René Delacroix et Paul Vandenberghe
- 1952 : Monsieur Leguignon lampiste de Maurice Labro
- 1952 : Seuls au monde de René Chanas
- 1952 : Le Plus Heureux des hommes d'Yves Ciampi
- 1953 : Le Témoin de minuit de Dimitri Kirsanov
- 1953 : Horizons sans fin de Jean Dréville
- 1954 : Avant le déluge d‘André Cayatte
- 1954 : Le Guérisseur d’Yves Ciampi
- 1958 : Quelqu’un frappe à la porte d’Alexandre Szombati
- 1959 : L'affaire Courtois de Louis Boxus
- 1966 : L'Homme de Mykonos de René Gainville
- 1973 : La Fête à Jules de Benoît Lamy

## Théâtre
- 1947 : Borgia de Herman Closson, mise en scène Claude Sainval, Comédie des Champs-Élysées
- 1948 : Le Maître de Santiago d'Henry de Montherlant, mise en scène Paul Œttly, Théâtre Hébertot
- 1951 : Le Feu sur la terre de François Mauriac, mise en scène Jean Vernier, Théâtre Hébertot
- 1951 : Rome n'est plus dans Rome de Gabriel Marcel, mise en scène Jean Vernier, Théâtre Hébertot
- 1954 : Pour le roi de Prusse de et mise en scène Maurice Bray, Théâtre Hébertot
- 1950 : Le Feu sur la terre de François Mauriac, mise en scène Jean Vernier, Théâtre des Célestins, Théâtre Hébertot

## Récompenses
- 1959 : Ève du Théâtre